# Clubiona laticeps
Clubiona laticeps este o specie de păianjeni din genul Clubiona, familia Clubionidae, descrisă de O. P.-Cambridge, 1885. Conform Catalogue of Life specia Clubiona laticeps nu are subspecii cunoscute.